# Kurt Fedde
Kurt Fedde (* 10. September 1903 in Graudenz; † 16. Mai 1968 in Düsseldorf) war ein deutscher Kommunalpolitiker und ehrenamtlicher Landrat (SPD).

## Leben
Nach dem Besuch der Volksschule absolvierte er eine Werkzeugschlosserlehre und legte 1920 die Gesellenprüfung ab. Anschließend war er bis 1923 Werkzeugschlosser, von 1923 bis 1931 Betriebsratsvorsitzender und dann bis 1936 arbeitslos. Danach war er Versandleiter und Expedient. Von 1947 bis 1948 war Fedde als Unterbezirkssekretär bei der SPD und von 1948 bis 1968 beim Deutschen Gewerkschaftsbund (DGB) im Ennepe-Ruhr-Kreis beschäftigt.
Er war verheiratet und hatte ein Kind.
Dem Kreistag des Ennepe-Ruhr-Kreises gehörte er vom 13. Oktober 1946 bis zu seinem Tod am 16. Mai 1968 an. 
Von 1960 bis 1968 war er Mitglied der Landschaftsversammlung des Landschaftsverbandes Westfalen-Lippe.
Fedde war vom 10. Juni 1960 bis zum 16. Mai 1968 ehrenamtlicher Landrat des Ennepe-Ruhr-Kreises.
Er war in verschiedenen Gremien des Landkreistages Nordrhein-Westfalen tätig.